# المقاومة الجنوبية

## العمليات المسلحة(لا يوجد ما يسمى المقاومة الجنوبية ذات العلم السابق القديم لدولة الجنوب اليمني القديمة )
- 28 أبريل 2009 قُتِلَ جندي وأُصيب 14 جنود آخرين بجروح في هجوم شنّهُ مسلحون المقاومة الجنوبية على نقطة تفتيش في المكلا بحضرموت.[3]
- 3 مايو، قُتِلَ جندي وجُرِحَ 4 جنود آخرين في انفجار قنبلة ألقى بها مسلحون المقاومة الجنوبية[4]
- 4 مايو 2009، قُتِلَ جندي في هجوم شنّهُ مسلحون المقاومة الجنوبية على قاعدة عسكرية في الجنوب.[5]
- 8 يونيو 2009، قُتِلَ 2 جنود وجُرِحَ 4 جنود آخرين أثناء احتجاجات في الجنوب، وبذلك يبلغ إجمالي الضحايا إلى 11 جندي قتيل و11 آخرين.[6][7]
- 25 يوليو 2009، قتل و4 1 وجدوا جرح المتظاهرين واشتباك مع الشرطة في الضالع.[8]
- 28 يوليو 2009، قُتِلَ 4 جنود يمنيين ومسلحين يهاجمون نقطة تفتيش حكومية في الجنوب. قيل أنصار طارق الفضلي، وهو زعيم إسلامي الذي دعا إلى احتجاجات ردا عن وفاة 16 شخصا في تجمع حاشد الانفصالية، كانوا مسؤولين [8]
- 25 أكتوبر 2009، نصب مسلحون المقاومة الجنوبية كميناً لسيارة تقلُّ جثة جندي قُتِلَ في صعدة، وكمين يَقتِل 2 جنود ويَجرَح 3 جنود.[9]
- 1 نوفمبر 2009، مسلحين المقاومة الجنوبية يهاجمون مقر الأمن في السلك محافظة أبين، مما أسفر عن مقتل جندي وخطف نائب محافظ أبين، عادل حمود صبري.[10]
- 25 نوفمبر 2009، اندلعت اشتباكات بين قوات الأمن اليمنية والمقاومة الجنوبية ومصرع خمسة أشخاص من الطرفين، بما في ذلك مقتل 2 جنود وإصابة 10 جنود آخرين.[11]
- 24 يناير 2010، المقاومة الجنوبية في محافظة شبوة الجنوبية، في اليمن، قُتِلَ ثلاثة من أفراد قوات الأمن اليمنية في هجوم شنّه مسلحون المقاومة الجنوبية على نقطة تفتيش.[12]
- 25 يناير 2010، خلال أعمال الشغب، قُتِلَ شرطي وجُرِحَ 11 شرطياً و3 أطفال المدارس.[13]
- 27 يناير 2010، تبادُل لإطلاق النار بين مسلحين المقاومة الجنوبية وشرطة المهرة، ومقتل شرطياً في مدينة الغيضة.[14]
- 2 فبراير، قتل مسلح مجهول اليمني المعارض والحزب الاشتراكي اليمني عضو سعيد أحمد عبد الله بن داود في أبين.[15]
- 13 فبراير 2010، خلال أعمال شغب في حي مدينة الحوطة، غادر محافظة لحج قتيل و7 جرحى. وفقاً لحوطة عمار علي مدير الأمن: «منعت عناصر المقاومة الجنوبية المسلّحة الطرق، وفتحوا النار بشكل عشوائي وألقوا قنبلة يدوية على دورية أمنية مما أسفر عن مقتل مواطن وإصابة جنود آخرين بجروح.»[16]
- 17 فبراير 2010، أعلن طارق الفضلي أن تبدأ في 20 فبراير، المرحلة التالية من الانتفاضة اليمنية الجنوبية ستبدأ مع الاحتجاجات الجماهيرية والمدنية حملة العصيان.[17] كان الرجل الذي توفي متظاهر وتم القبض على المتظاهرين أيضا 5. لكن في اشتباكات منفصلة قَتَلَ مسلحين المقاومة الجنوبية جندي واصابوا ثلاثة جنود آخرين في محافظة شبوة.[18]
- 20 فبراير 2010، قَتَلَ مسلحين المقاومة الجنوبية مدير وحدة التحقيقات الجنائية وأحد حراسه في كمين نصب لموكب حكومي، وأصيب ثلاثة جنود آخرين. في اشتباكات اندلعت حادث منفصل بين قوات الأمن ومسلحين المقاومة الجنوبية في مدينة الضالع.[19]
- 22 فبراير 2010، فارس Dhama، وألقت القبض على الناشط اليمني الجنوبي وقُتِلَ من قبل الحكومة اليمنية.[20]
- 23 فبراير 2010، قُتِلَ جندي من قبل مسلحين المقاومة الجنوبية في محافظة الضالع [21]
- 26 فبراير 2010، المقاومة الجنوبية وقتل جندي في كمين في محافظة ابين.[22]
- 27 فبراير 2010، اليمن يعلن حالة الطوارئ في جنوب اليمن. هذا القرار في أعقاب زيادة في الهجمات ضد الجنود اليمنيين من قبل مسلحين المقاومة الجنوبية.[23]
- 1 مارس 2010، قُتِلَ عنصر في المقاومة الجنوبية متهمين بأن له صلة مع تنظيم القاعدة، ومقتل زوجته وابنه وابنته واثنين من رجال الشرطة في هجوم مسلح شنته القوات الأمنية على منزله. وأصيب رجال شرطة أخرين.[24] في المرة الثانية قُتِلَ أكثر من 19 شخصا في تفجير في مدينة تعز.[25]
- 11 مارس 2010، قُتِلَ 2 من مسلحين المقاومة الجنوبية وأُصيب 10 جنوبيين آخرون في اشتباكات مع الشرطة اليمنية. كما أُصيب 6 من رجال الشرطة اليمنية.[26]
- 1 أبريل 2010، أسفرت مشادة بين السجناء من حركات المقاومة الجنوبية الانفصالية في جنوب اليمن وحراس في انفجار وتمكّن ما يصل إلى أربعين سجيناً الهروب في الضالع. تم الإبلاغ عن إصابة أربعة.[27]
- 15 أبريل 2010، أُصيب اثنين من مسلحين المقاومة الجنوبية خلال أعمال شغب بعد مظاهرة في مدينة الضالع.[28]
- 4 يونيو 2010، قُتِلَ عقيد يمني واثنين من حراسه في هجوم شنه مسلحين المقاومة الجنوبية.[29]
- 20 يونيو 2010، قُتِلَ اثنان من ضباط في كمين نفذه مسلحين المقاومة الجنوبية في محافظة الضالع.[30]
- 23 يونيو 2010، قُتِلَ ثلاثة جنود في معارك مع المقاومة الجنوبية في محافظة الضالع.[31]
- 24 يونيو 2010، قُتِلَ ثلاثة جنود ومدني، وأُصيب ثمانية جنود آخرين في اشتباكات مع مسلحين المقاومة الجنوبية في محافظة الضالع.[32]
- 25 يونيو 2010، قُتِلَ 2 مسلحين من المقاومة الجنوبية على أيدي قوات الأمن في مدينة عدن بعد تبادُل لإطلاق النار اندلع خلال احتجاجات مناهضة للحكومة اليمنية.[33]
- 7 يوليو 2010، قُتِلَ اثنان من المتظاهرين الجنوبيين وأُصيب أربعة عندما حاولت الشرطة تفريق احتجاج مناهض للحكومة في عدن واندلاع اشتباكات.[34]
- 27 يوليو 2010، نصب مسلحين المقاومة الجنوبية كمينا لدورية أمنية في لحج، مما أسفر عن مقتل أربعة جنود وإصابة تسعة جنود آخرين بجروح.[32]
- 5 سبتمبر 2010، قُتِلَ جنديان يمنيان وأُصيب سبعة جنود آخرين في اشتباكات بين قوات الأمن ومسلحين المقاومة الجنوبية في محافظة لحج في جنوب اليمن.[35]
- 17 ديسمبر 2010، قُتِلَ أربعة جنود يمنيين في اشتباكات وضابط في الجيش بعد الجنود قتلوا بالرصاص عنصر في المقاومة الجنوبية، عباس Tanbaj، في الحبيلين في محافظة لحج. وإصابة ثمانية آخرين بجروح، بما في ذلك خمسة جنود، واثنان من مسلحين المقاومة الجنوبية، ومدني واحد.[32]
- 8 يناير 2011، هاجم مسلحين المقاومة الجنوبية نقطة تفتيش في منطقة الملاح في محافظة لحج. في الماضي قُتِلَ جنديان يمنيان وأُصيب آخر في الهجوم.[36]
- 10 يناير 2011، قتل في محافظة لحج اشتباكات على الجنود الماضيين.[37]
- 12 يناير 2011، قتال بين مقاومين جنوبيين وجنود يمنيين في محافظة لحج، ومقتل أربعة جنود يمنيين وجرح عشرة جنود آخرين.[38]
- 13 يناير 2011، تظاهر أنصار الحراك الجنوبي في المكلا في محافظة حضرموت تطالب بالإفراج عن النشطاء المعتقلين. وقتل أحد المتشددين وجرح اثنين آخرين.[39]
- 16 يناير 2011، قتل امرأة واحدة وكان سبعة مدنيين في woundedd الحبيلين في محافظة لحج خلال القتال. بين القوات الحكومية والمقاومة الجنوبية وذكرت أن الجيش اليمني واصيب أربعة من جنوده خلال الاشتباكات.[32]